# Monotelismo

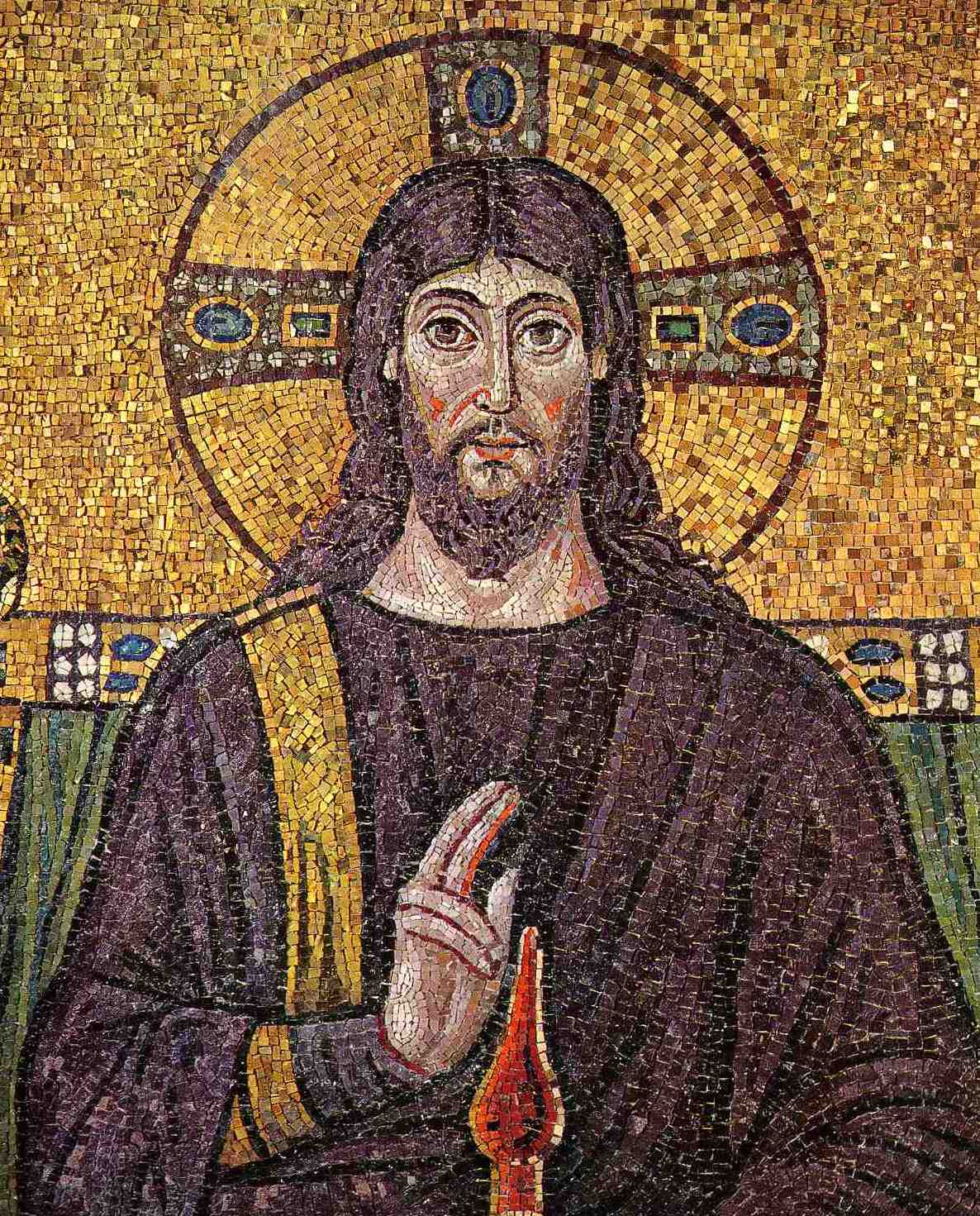
Los debates sobre la naturaleza de Jesucristo suscitaron controversia en la Iglesia durante siglos

El monotelismo fue una doctrina religiosa del siglo VII que admitía en Cristo dos naturalezas, la humana y la divina, y una única voluntad. El monotelismo trataba de ser una solución de compromiso entre el cristianismo trinitario y el monofisismo.
Predicado por el patriarca Sergio de Constantinopla, fue condenado en el tercer concilio de esa ciudad, celebrado entre los años 680 y 681, en el que se estableció la doctrina ortodoxa de las dos voluntades.

## Dificultades doctrinarias
La amenaza de los persas al Imperio bizantino, a la que después se agregó la de los árabes, movió en el siglo VII a un nuevo intento de ganar a los monofisitas mediante un edicto dogmático. La situación era realmente peligrosa. Los persas habían conquistado Capadocia y Egipto. En estas circunstancias, el patriarca Sergio de Constantinopla intentó acudir en ayuda del emperador Heraclio, vencedor de los persas, elaborando un plan de mediación según el cual no se debía hablar precisamente de una doble naturaleza en Cristo, sino más bien de una energía y una voluntad («monon thelema», de ahí el nombre). Este modo de expresión no era falso, si se quería decir con ello solamente que en Cristo no es posible oposición alguna entre su voluntad humana y su voluntad divina. Pero era inexacto, y un monofisismo velado, en cuanto se refería a la integridad de la naturaleza humana en Cristo, al negar, o incluso solamente oscurecer, la realidad de su voluntad humana. Justamente esto afectaba a los monofisitas, que no querían aceptar sin reservas la humanidad de Cristo, ya que la pensaban disuelta en la Divinidad. Conferencias de Sergio con obispos monofisitas mejoraron la situación, especialmente con el obispo Ciro de Fasis de Lacia, la actual Sebastopol. 
En 631 Ciro fue ascendido a patriarca de Alejandría; allí consiguió reconciliar a una parte de los monofisitas. Se confesó «una energía divina y humana». Nuevos éxitos entre los monofisitas de Armenia y hasta de Antioquía, en 633 aumentaron la confianza en que se estaba sobre el camino recto, pero un monje de Palestina, Sofronio, se apercibió del peligro que encerraba oscurecer la verdadera doctrina y rogó a Ciro, que le había informado de las conferencias y sus resultados, y después al mismo Sergio, que se apartasen del error. Por su parte soportó en silencio la contradicción hasta que en 634, el patriarca de Jerusalén, consideró su deber primeramente aclarar la cuestión en un sínodo que convocó y después enviar una carta sinodal a Sergio y a otros patriarcas y también al papa Honorio I (625-638). En esta carta se confesaba la doctrina de las dos energías y dos voluntades.
Sergio se apresuró a escribir a Honorio que Sofronio introducía una confusión con la doctrina de las dos voluntades en Cristo, y le pidió su dictamen. Pero Honorio, que no apreciaba el alcance teológico de la controversia, contestó que el excesivo celo de Sofronio era, en efecto, vituperable y que no tenía sentido hablar de dos modos de actuación en Cristo, por cuanto las dos voluntades, divina y humana, iban una en pos de otra, conforme a lo que el mismo Señor enseña cuando dice «he venido no para hacer mi voluntad, sino la de mi Padre» (Jn. 6, 38), o «aparta de mi este cáliz, pero no se haga mi voluntad, sino la tuya» (Mc. 14, 36). Sofronio y Ciro tuvieron que apartarse de la cuestión.
Este era el lenguaje del cura de almas, no el del teólogo. Ahora Sergio resumió su doctrina en una prudente formulación, publicada por el emperador Heraclio, en 638, en una «Ekthesis» o explicación, que aceptaron la mayor parte de los obispos de Oriente, y entre ellos los nuevos patriarcas de Constantinopla y Jerusalén (Sofronio y Sergio habían muerto en el mismo año, así como Honorio) y el patriarca de Antioquía, este residente en Constantinopla porque su sede había sido tomada por los árabes.
Los sucesores de Honorio —Juan IV, procedente de Dalmacia (640-642), y el griego Teodoro I (642-649)— vieron más agudamente. En la misma Constantinopla tuvieron la ayuda del sabio Máximo, que, nacido de noble familia, había dejado el servicio de la corte para hacerse monje. A la oposición de los Papas contra la «Ekthesis» hubo que agradecer que Constante II (641-668), sucesor de Heraclio, la revocase aunque en forma no afortunada, imponiendo mediante su «typos» un silencio general. Martín I (649-653), italiano de nacimiento, pero familiarizado con el ambiente de Constantinopla donde había residido como apocrisiario, se pronunció en el sínodo de Roma (649) por las «dos voluntades y dos modos de obrar naturales» en Cristo. Era el tiempo en que por causa de los árabes la Iglesia de Oriente, en su mayor parte, había salido ya fuera del círculo del poder imperial.

## Rol de emperador
Tanto más susceptible estaba el emperador; vio infidelidad política en el proceder del Papa, le hizo llevar en 653 a Constantinopla y retener y tratar duramente. Quería ya hacerlo ejecutar, pero se decidió por último desterrarlo a Jersón, en la Crimea. Allí murió Martín el mismo año. También mediante un duro exilio quiso el Emperador doblegar a Máximo y a dos jóvenes monjes que le auxiliaban, ambos de nombre Anastasio. Sus padecimientos duraron cerca de diez años. 
En 662 un último juicio condujo a flagelar, cortar la mano derecha y arrancar la lengua a Máximo. Así, mutilado, se le desterró a Lacium, en la Cólquida. Allí sucumbió a sus padecimientos todavía en 662. La Iglesia le venera como san Máximo Confesor.
Bajo la presión del Emperador, los siguientes Papas Eugenio I (654-657), Vitaliano (657-672), Adeodato II (672-676) y Dono (676-678), todos de origen italiano, se abstuvieron de dar explicaciones, sin embargo, evitaron adherirse al emperador, y la ruptura permaneció. El peligro del Estado, finalmente, hizo desear al emperador Constantino IV (668-685) la paz con la Iglesia. El Papa Agatón (678-681), griego de Sicilia, vino a su encuentro. Un sínodo celebrado por él en Roma, que era la coronación de una serie de ellos en distintas comarcas de Occidente, dispuso una embajada a Constantinopla, que llevó consigo un escrito doctrinal del Papa sobre las dos naturalezas en Cristo. Asimismo, enviados de los patriarcas de Alejandría y Jerusalén, e incluso del patriarca de Antioquía, se encontraron en el sínodo de Constantinopla. Este fue el sexto concilio general.

## El Concilio de Constantinopla III (Sexto Ecuménico)

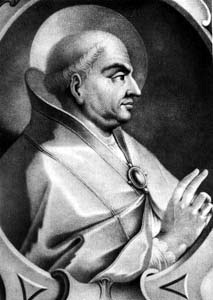
Martin I condenó el monotelismo que el emperador bizantino Constante II quería imponer como solución de compromiso entre la ortodoxia cristiana y el monofisismo.

Celebró sus sesiones desde noviembre de 680 hasta septiembre de 681 y asistieron a él aproximadamente 170 obispos. El Papa Agatón presenció la terminación; murió en enero de 681. Su sucesor fue León II (682-683), nuevamente siciliano. El concilio conforme con la epístola de Agatón, condenó la doctrina monotelista y declaró que en Cristo deben reconocerse dos «voluntades naturales y dos naturales modos de actuar, indivisos, incambiables, inseparables, inmezclables ». El patriarca de Antioquía, que permaneció en el error, fue destituido. El concilio anatemizó a los «causantes de la nueva herejía»: Sergio, Ciro y otros, entre ellos el Papa Honorio, «porque se ha encontrado que en su carta a Sergio ha seguido en todo la opinión de éste y ha aprobado su impía doctrina», o según fue formulado en el canon final, «que le ha seguido en sus errores». Como en la instrucción de los legados pontificios nada se contenía sobre la condenación de Honorio, ésta no se puede sin más atribuir a Roma. 
En la confirmación del acuerdo del concilio por el emperador Constantino IV y el papa León II dice la redacción imperial, en griego: «que no se ha esforzado en conservar pura esta sede con la doctrina de la tradición apostólica, sino que mediante profano abandono ha permitido que sea mancillada la fe intacta» y en la redacción latina, más brevemente: «que no ha purificado esta sede con la doctrina de a tradición apostólica sino que ha intentado socavar mediante un profano abandono la fe intacta». Más suave, y con seguridad justamente, la participación del acuerdo del concilio por León II a los obispos españoles expresó «que no apagó desde un principio la llama de la doctrina herética, como convenía a la autoridad apostólica, sino que por negligencia la permitió aumentar».
La decisión del sexto concilio general significa el fin de las diferencias cristológicas, o sea de las luchas en torno al problema de la unión de las dos naturalezas en Cristo. El error se extinguió, salvo en un pequeño resto, aislado, de cristianos de lengua siria, que se agrupaban en torno al monasterio de san Marón en el Líbano. Los maronitas se han adherido nuevamente a Roma en el siglo XII.

## La responsabilidad de Honorio
La condenación de Honorio con esta claridad no se había conseguido sin el influjo de los orientales, participantes casi exclusivos en el concilio, los cuales deseaban descargar sobre el Papa romano toda la responsabilidad. Esta condenación se ha grabado profundamente en la memoria de la Iglesia, y se comprende que tuviese más tarde un importante papel en la discusión sobre la autoridad dogmática del Papa hasta el Concilio Vaticano. Como revelan las propias declaraciones de Honorio, él entreveía la verdadera doctrina. No fue de ningún modo un hereje en el actual y riguroso sentido de la palabra, que antiguamente tenía uno más general; el juicio del concilio sobre él fue más bien demasiado enérgico que enteramente justo.